# Liste du patrimoine immobilier classé d'Éghezée
Cette page regroupe l'ensemble du patrimoine immobilier classé de la commune belge d'Éghezée.
| Objet | Année de construction / Architecte | Adresse | Section communale | Coordonnées                      | Numéro d’inventaire | Illustration |
| --- | ---------------------------------- | ------- | ----------------- | -------------------------------- | ------------------- | --- |
| Ensemble formé par le château, la ferme et les terrains environnants, à Aiche-en-Refail |                                    |         | Aiche-en-Refail   | 50° 35′ 46″ nord, 4° 49′ 29″ est | 92035-CLT-0001-01   | Ensemble formé par le château, la ferme et les terrains environnants, à Aiche-en-Refail |
| L'église Saint-Martin à Harlue (M) ainsi que l'ensemble formé par cette église, le presbytère, le château, l'allée d'arbres menant du pont sur le ruisseau La Marka à l'entrée de l'église et du château, et les terrains avoisinants (S) |                                    |         | Harlue            | 50° 36′ 30″ nord, 4° 54′ 48″ est | 92035-CLT-0002-01   | L'église Saint-Martin à Harlue (M) ainsi que l'ensemble formé par cette église, le presbytère, le château, l'allée d'arbres menant du pont sur le ruisseau La Marka à l'entrée de l'église et du château, et les terrains avoisinants (S) |
| Le vieux chêne de Liernu, croissant sur la voirie communale |                                    |         | Liernu            | 50° 35′ 03″ nord, 4° 49′ 40″ est | 92035-CLT-0003-01   | Le vieux chêne de Liernu, croissant sur la voirie communale |
| La tour et la nef de l'église Saint-Germain (M) ainsi que l'ensemble formé par la-dite église, le cimetière et son mur de clôture (S) |                                    |         |                   | 50° 34′ 22″ nord, 4° 50′ 36″ est | 92035-CLT-0004-01   | La tour et la nef de l'église Saint-Germain (M) ainsi que l'ensemble formé par la-dite église, le cimetière et son mur de clôture (S) |
| Les façades et toitures de la ferme ainsi que le pavement de la cour de la ferme Monceau à Mehaigne (M) ainsi que l'ensemble formé par cet édifice et les terrains environnants (S) |                                    |         | Mehaigne          | 50° 35′ 29″ nord, 4° 52′ 03″ est | 92035-CLT-0006-01   | Les façades et toitures de la ferme ainsi que le pavement de la cour de la ferme Monceau à Mehaigne (M) ainsi que l'ensemble formé par cet édifice et les terrains environnants (S)                                                       |
| La totalité de la chapelle de la Croix-Monet ainsi que les façades et toitures de la maison du Chapelain (M) et l'ensemble formé par les deux édifices et les terrains environnants (S) à Aische-en-Refail |                                    |         | Aische-en-Refail  | 50° 35′ 33″ nord, 4° 49′ 49″ est | 92035-CLT-0007-01   | La totalité de la chapelle de la Croix-Monet ainsi que les façades et toitures de la maison du Chapelain (M) et l'ensemble formé par les deux édifices et les terrains environnants (S) à Aische-en-Refail                                |
| Les ruines du Château d'Aische-en-Refail et la ferme adjacente à savoir: la grange dans sa totalité avec sa charpente; les façades et toitures de tous les bâtiments de la ferme; la vieille tour du Château; les murs de clôture; les pans de murailles du Château; le pont d'accès à ce dernier; les paires de piliers qui jalonnent irrégulièrement la drève d'entrée; les façades et toitures du petit bâtiment (ancien fournil ou forge) qui se dresse à l'avant gauche du porche principal |                                    |         | Aische-en-Refail  | 50° 35′ 48″ nord, 4° 49′ 45″ est | 92035-CLT-0008-01   | Château d'Aische-en-Refail |
| La totalité de la Grange sis rue du Gros chêne, n°1 à Liernu (M) ainsi que l'ensemble formé par celle-ci et les terrains environnants (S) |                                    |         | Liernu            | 50° 35′ 00″ nord, 4° 49′ 44″ est | 92035-CLT-0010-01   | La totalité de la Grange sis rue du Gros chêne, n°1 à Liernu (M) ainsi que l'ensemble formé par celle-ci et les terrains environnants (S)                                                                                                 |
| Les façades et toitures tant des bâtiments que du porche de 1806 de la ferme Dethy |                                    |         | Taviers           | 50° 37′ 04″ nord, 4° 55′ 45″ est | 92035-CLT-0011-01   | Les façades et toitures tant des bâtiments que du porche de 1806 de la ferme Dethy |
| Les façades et toitures de la Chapelle Saint-Pierre à Franquenée |                                    |         | Taviers           | 50° 37′ 14″ nord, 4° 56′ 33″ est | 92035-CLT-0014-01   | Les façades et toitures de la Chapelle Saint-Pierre à Franquenée |
| Le vieux chêne de Liernu |                                    |         | Liernu            | 50° 35′ 03″ nord, 4° 49′ 40″ est | 92035-PEX-0001-01   | Le vieux chêne de Liernu |